# Dekanat ciechanowski wschodni
Dekanat Ciechanowski Wschodni – dekanat diecezji płockiej z siedzibą w Ciechanowie.
Księża funkcyjni (stan na dzień 5 września 2024):
- ks. kan. mgr Zbigniew Adamkowski, proboszcz parafii pw. św. Józefa w Ciechanowie,
- ks. kan. mgr Krzysztof Jaroszewski, proboszcz parafii św. Wita, Modesta i Krescencji w Sońsku
- ks. kan. mgr Zbigniew Rembała, proboszcz parafii św. Zygmunta w Opiniogórze Górnej

Lista parafii (stan na dzień 21 sierpnia 2018):
| Lp | Miejscowość / parafia                                   | Czas powstania | Proboszcz / administrator                | Zdjęcie | Strona www |
| -- | ------------------------------------------------------- | -------------- | ---------------------------------------- | ------- | ---------- |
| 1  | Ciechanów Błogosławionych Płockich Biskupów Męczenników | 2009           | ks. mgr Adam Gnyp od 2016                |         |            |
| 2  | Ciechanów św. Franciszka z Asyżu                        | 1990           | ks. mgr Andrzej Bytner od 2022           |         | → www      |
| 3  | Ciechanów św. Józefa                                    | przed XII w.   | ks. kan. mgr Zbigniew Adamkowski od 2003 |         | → www      |
| 4  | Ciechanów św. Tekli                                     | 1977           | ks. kan. Wojciech Hubert od 2009         |         |            |
| 5  | Ciemniewko św. Mikołaja                                 | 1378           | ks. mgr Janusz Paczkowski od 2013        |         |            |
| 6  | Gąsocin św. Maksymiliana Kolbego                        | 1971           | ks. mgr Ireneusz Cielicki od 2013        |         | → www      |
| 7  | Kraszewo św. Zygmunta                                   | 1434           | ks. mgr Józef Hilary Deptuła od 2013     |         |            |
| 8  | Łopacin św. Leonarda                                    | XIV / XV w.    | ks. mgr Ryszard Berk od 2015             |         | → www      |
| 9  | Opinogóra Górna św. Zygmunta                            | 1824           | ks. mgr Zbigniew Rembała od 2023         |         |            |
| 10 | Pałuki św. Gotarda                                      | ok. 1135       | ks. mgr Wacław Michalski od 2013         |         | → www      |
| 11 | Sońsk św. Wita, Modesta i Krescencji                    | XII-XIII w.    | ks. mgr Krzysztof Jaroszewski od 2017    |         |            |